# داگلاس سی-۴۷ اسکای‌ترین
داگلاس سی-۴۷ اسکای‌ترین (به انگلیسی: Douglas C-47 Skytrain) یک هواپیمای ساختِ کارخانهٔ شرکت هواپیماسازی داگلاس در کشور ایالات متحده آمریکا است. نخستین استفاده‌کنندهٔ این هواپیما نیروی هوایی ارتش ایالات متحده آمریکا بوده و برای نخستین بار در ۲۳ دسامبر ۱۹۴۱ میلادی مورد استفاده قرار گرفت.

## در ایران
در ایران نیز از دهه ۴۰ میلادی هواپیمای داگلاس دی‌سی-۳ داکوتا و نسخه‌های نظامی آن سی-۴۷ به‌شکل گسترده در کشور استفاده می‌شد. شرکت‌های ایرانین ایرویز در ابتدا و سپس شرکت هواپیمایی هما و نیروی هوایی شاهنشاهی ایران از کاربران این هواپیما بودند.
دو فروند از این هواپیما در تهران برای نمایش عموم وجود دارد. یکی از آن‌ها از دهه ۴۰ خورشیدی در پارک بعثت (فرح‌آباد سابق) به نمایش گذاشته‌است. نسخهٔ دیگر، یک داکوتا با رجیستر EP-TWB است که نخستین هواپیمای تخصصی هواشناسی در خاورمیانه است و هم‌اکنون در نمایشگاه هوایی ارم سبز قابل مشاهده است.

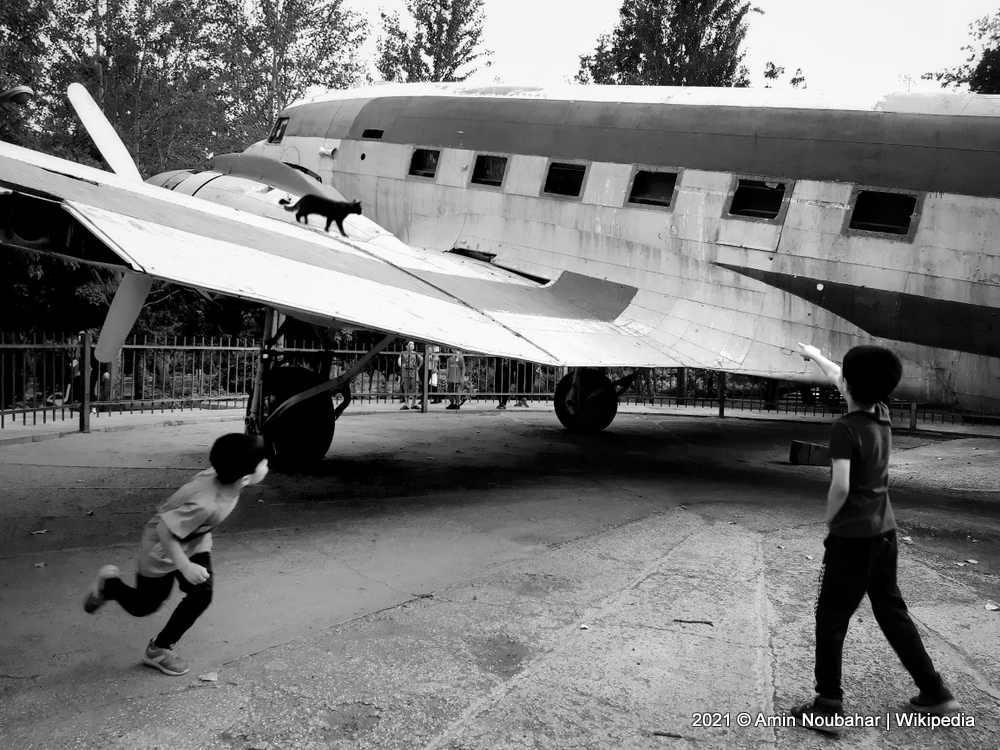
داکوتای به نمایش گذاشته شده در پارک بعثت تهران، مرداد ۱۴۰۰

## نگارخانه

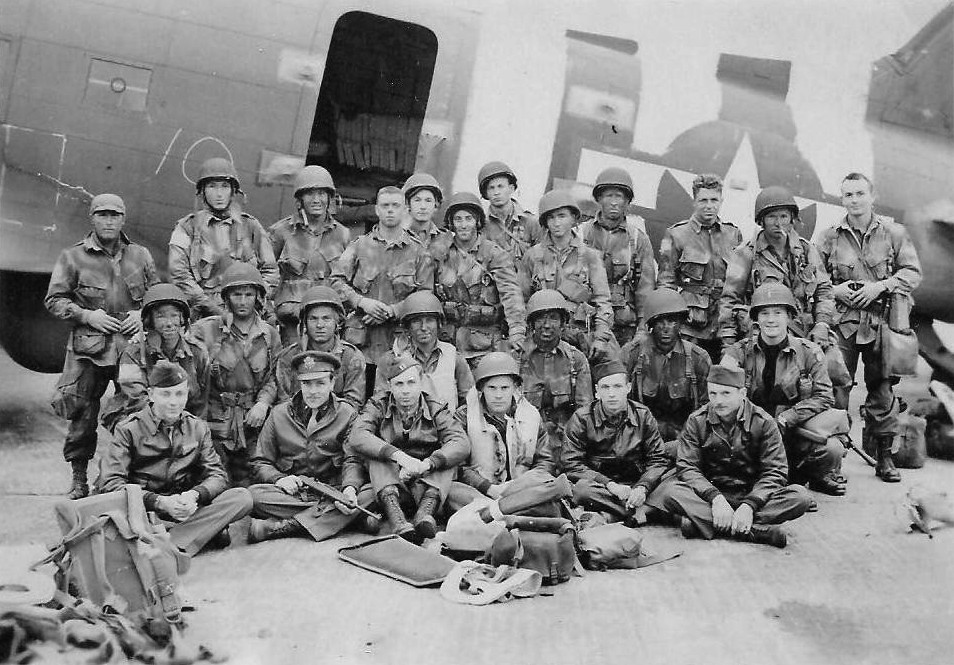
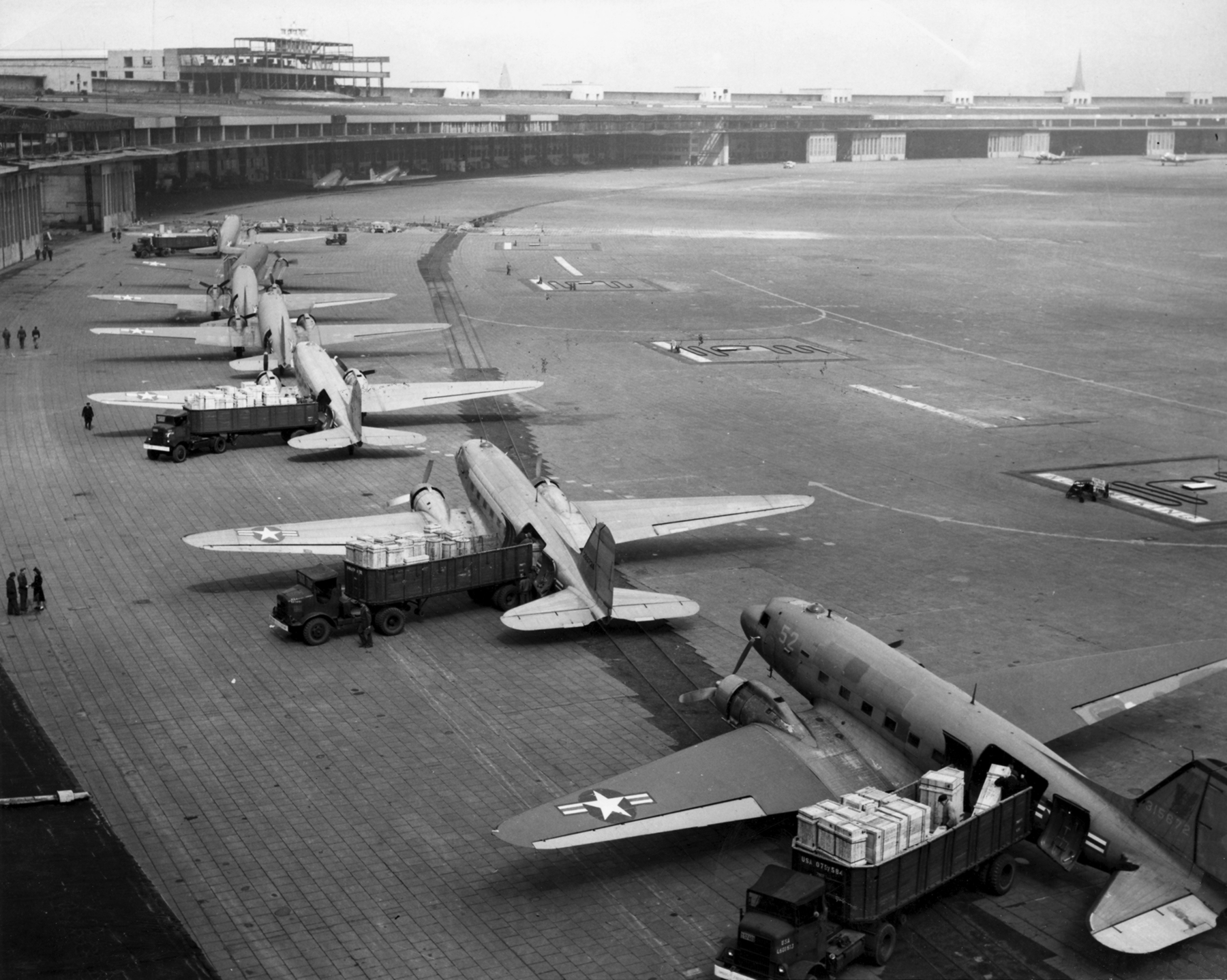
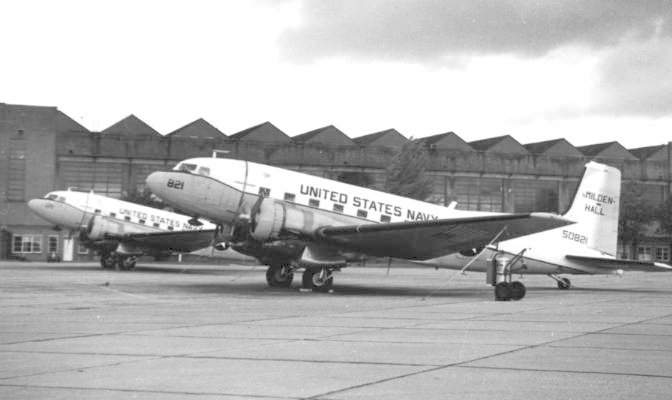
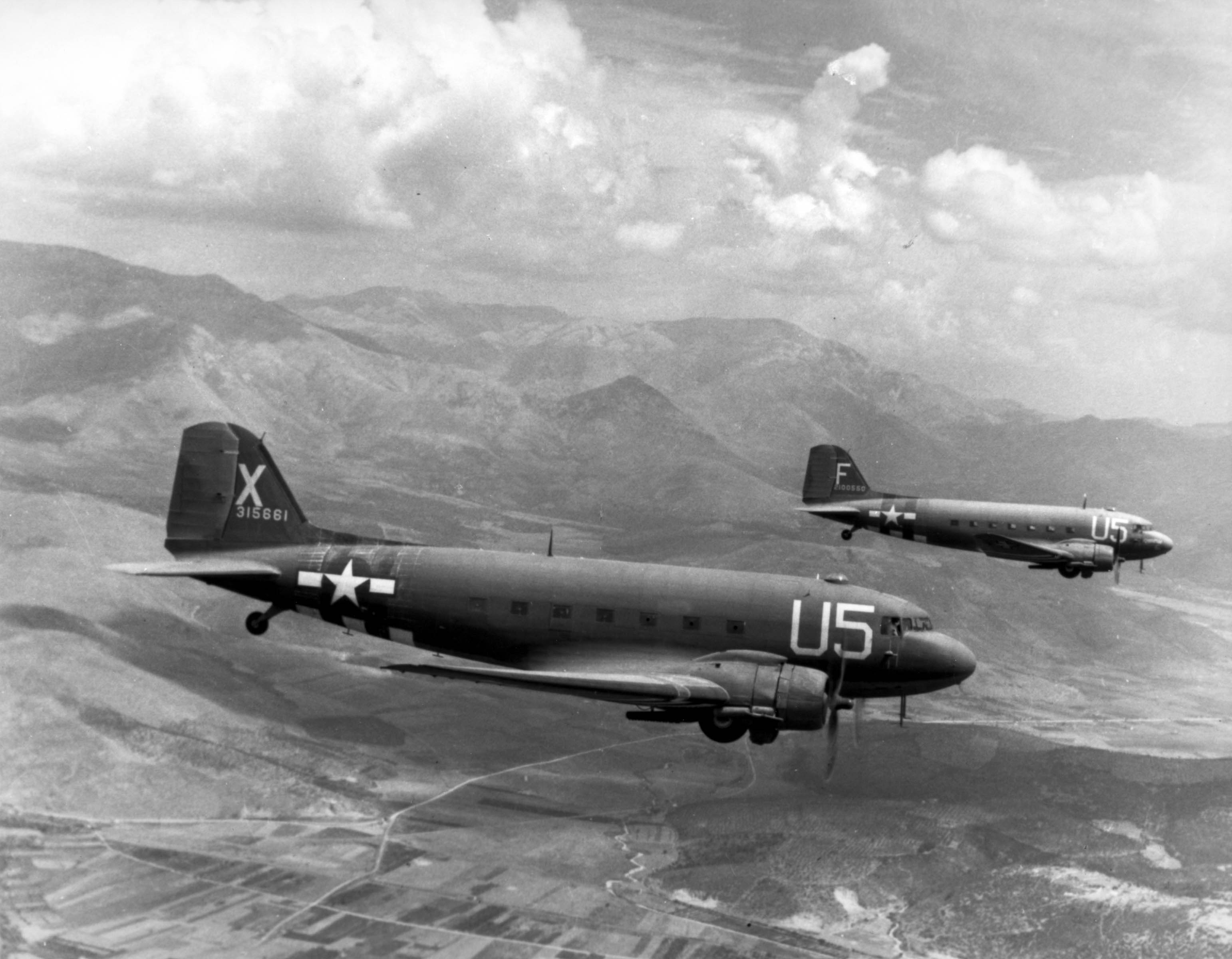
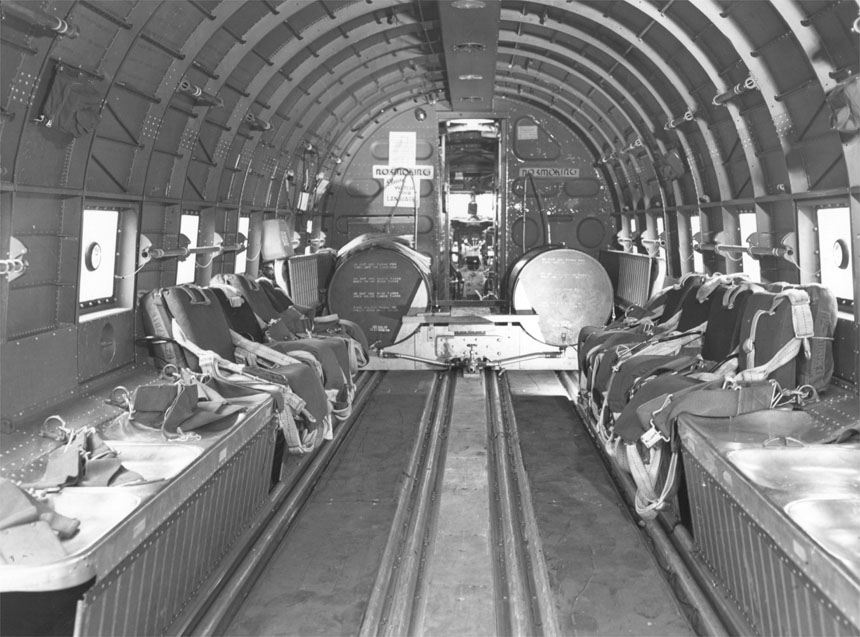
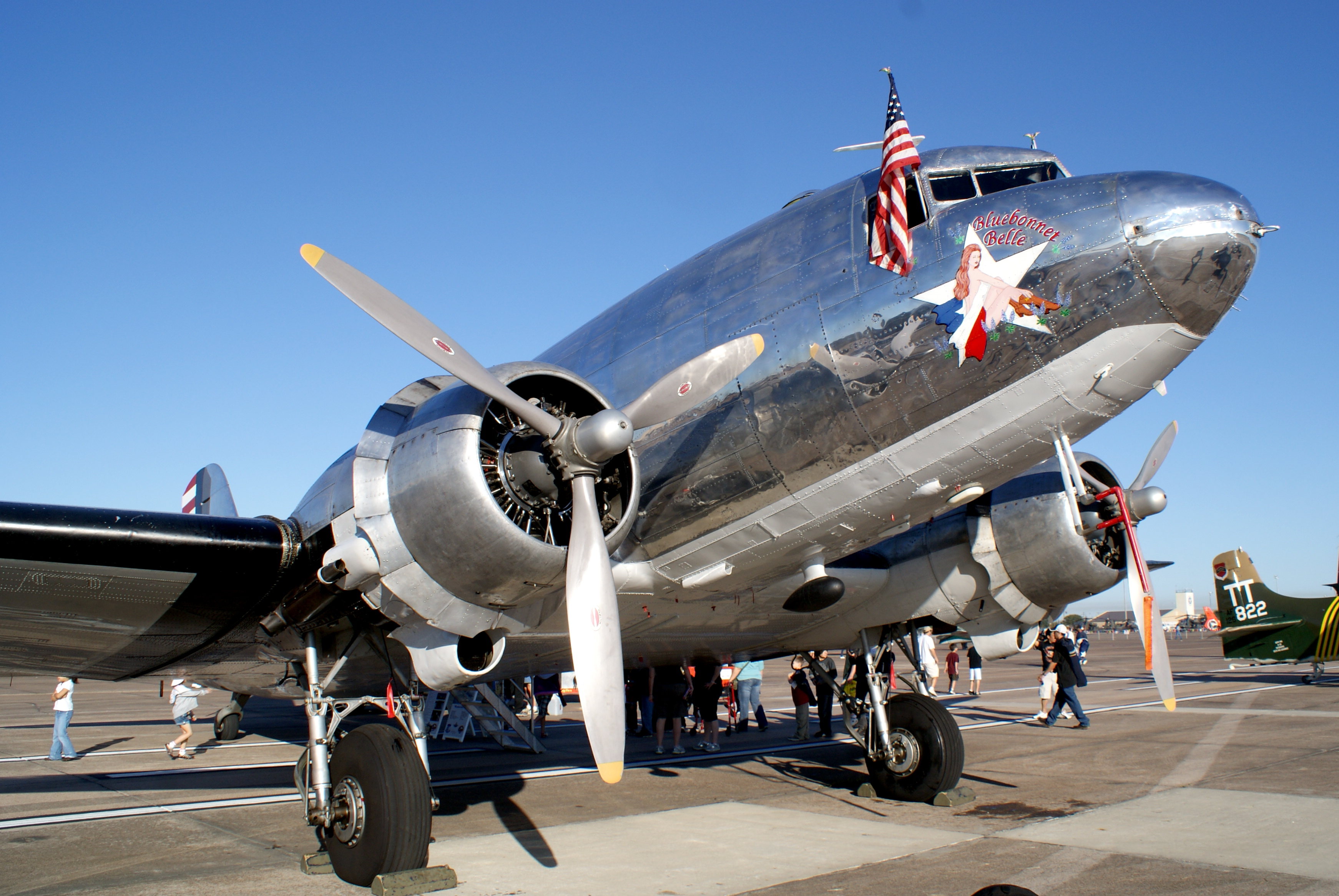
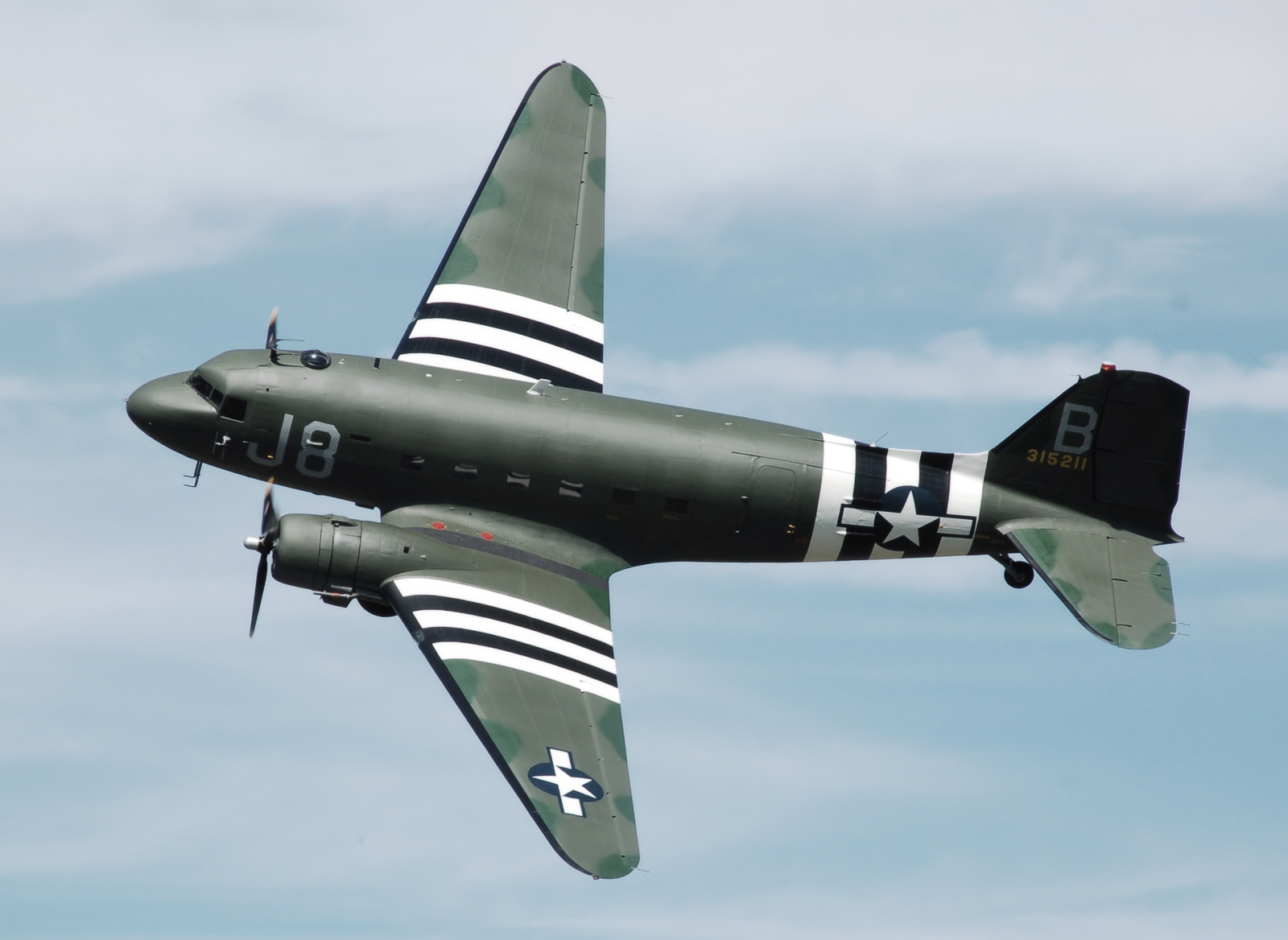
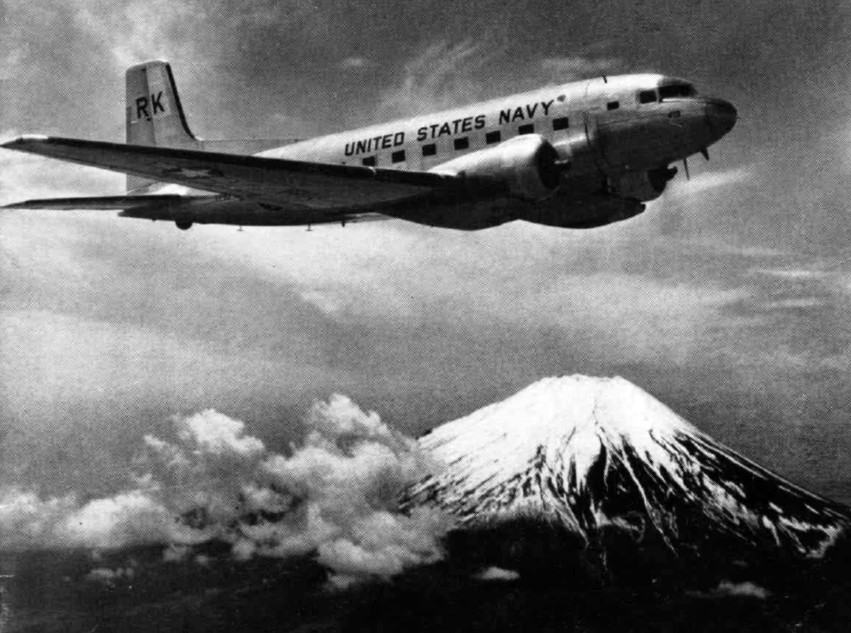
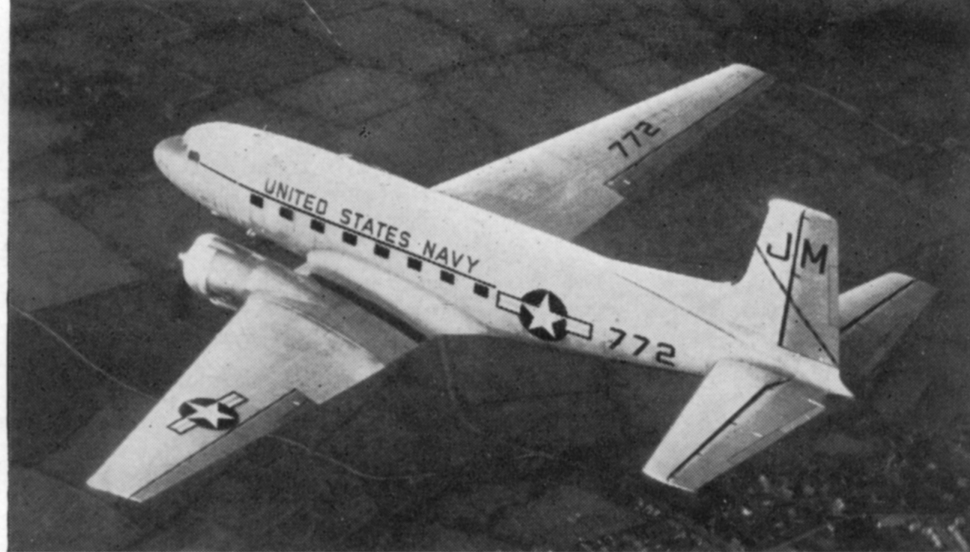
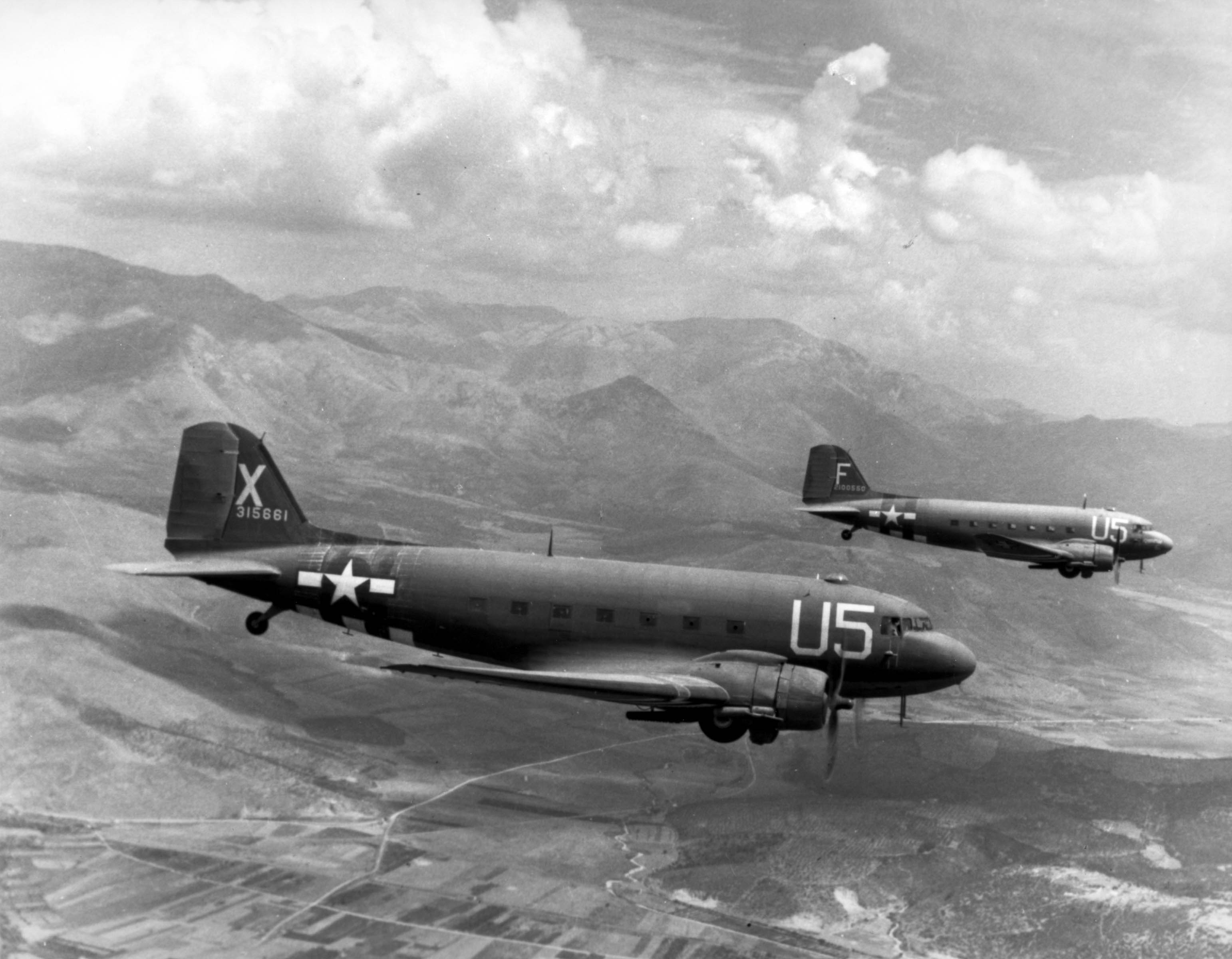

## مشخصات فنی (C-47B-DK)
داده‌ها از McDonnell Douglas aircraft since 1920 : Volume I
ویژگی‌های عمومی
- خدمه: ۴ (خلبان، کمک خلبان، ناوبر، اپراتور رادیویی)
- ظرفیت: ۲۸ نفر نیرو
- طول: ۶۳ فوت ۹ اینچ (۱۹٫۴۳ متر)
- پهنای بال: ۹۵ فوت ۶ اینچ (۲۹٫۱۱ متر)
- ارتفاع: ۱۷ فوت ۰ اینچ (۵٫۱۸ متر)
- مساحت بال‌ها: ۹۸۷ فوت مربع (۹۱٫۷ متر مربع)
- ایرفویل: root: NACA 2215; tip: NACA 2206[۴]
- وزن خالی: ۱۸٬۱۳۵ پوند (۸٬۲۲۶ کیلوگرم)
- وزن ناخالص: ۲۶٬۰۰۰ پوند (۱۱٬۷۹۳ کیلوگرم)
- بیشترین وزن برخاست: ۳۱٬۰۰۰ پوند (۱۴٬۰۶۱ کیلوگرم)
- پیشرانه: ۲ عدد موتور پیستونی شعاعی ۱۴ سیلندر هوا خنک پرت اند ویتنی آر-۱۸۳۰ تووین واسپ, ۱٬۲۰۰ اسب بخار (۸۹۰ کیلووات)  در هر موتور
- ملخ‌ها: سهملخه constant-speed propellers

عملکرد
- حداکثر سرعت: ۲۲۴ مایل بر ساعت (۳۶۰ کیلومتر بر ساعت، ۱۹۵ گره) در ۱۰٬۰۰۰ فوت (۳٬۰۰۰ متر)
- بُرد: ۱٬۶۰۰ مایل (۲٬۶۰۰ کیلومتر، ۱٬۴۰۰ مایل دریایی)
- بُرد معبر: ۳٬۶۰۰ مایل (۵٬۸۰۰ کیلومتر، ۳٬۱۰۰ مایل دریایی)
- حداکثر ارتفاع: ۲۶٬۴۰۰ فوت (۸٬۰۰۰ متر)
- زمان اوج‌گیری: ۱۰٬۰۰۰ فوت (۳٬۰۰۰ متر) در ۹ دقیقه و ۳۰ ثانیه
- بارگیری بال: ۲۶٫۳ پوند بر فوت مربع (۱۲۸ کیلوگرم بر متر مربع)
- توان به وزن|توان/جرم: ۰٫۰۹۲۶ horsepower per pound (۰٫۱۵۲۲ kilowatts per kilogram)